# Chi sao
Chi sao (português: mãos pegajosas) é uma técnica do wing chun e seu principal exercício. Consiste em um treinamento dos reflexos e sensibilidade do tato para aprender a detectar, redirecionar e utilizar a força do oponente. Trata-se de um treino de sensibilidade utilizando o que os chineses chamam de ponte. O objetivo é atacar e defender ao mesmo tempo, sem chance de defesa para o oponente.
A melhor técnica do Chi Sao é denominada "um domina dois", onde um braço domina dois braços do companheiro de treino.

## Etapas
É importante assinalar que há várias etapas no chi sao:
- Praticar com uma mão somente
- Praticar com as duas mãos e com movimentos redondos
- Praticar com movimentos redondos e em alguns momentos, agarramentos leves
- Atacar pelos intervalos entre os braços e o companheiro exercitar as defesas
- Atacar com braços e pernas (chi gerk).